# Otacilia longituba
Espèce
Otacilia longituba est une espèce d'araignées aranéomorphes de la famille des Phrurolithidae.

## Distribution
Cette espèce est endémique de Chongqing en Chine,. Elle se rencontre sur le mont Jinyun.

## Description
Le mâle holotype mesure 2,63 mm et la femelle paratype 3,79 mm.

## Publication originale
- Wang, Zhang & Zhang, 2012 : Ant-like sac spiders from Jinyun Mountain Natural Reserve of Chongqing, China (Araneae: Corinnidae). Zootaxa, no 3431, p. 37-53.